# Liliana Fernándezová

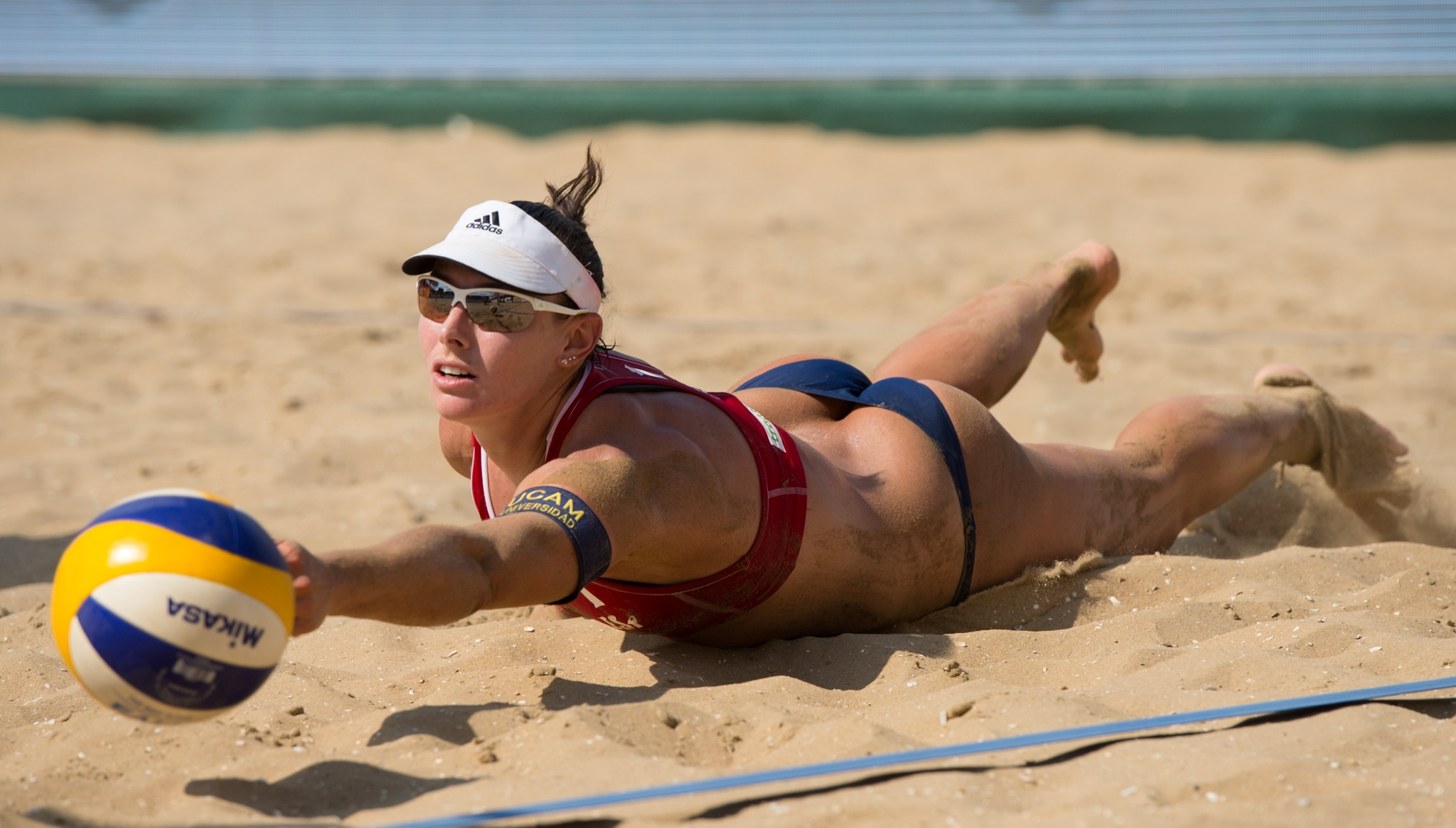
Liliana Fernándezová v akci, 2014

Liliana Fernándezová Steinerová (* 4. ledna 1987, Benidorm) je španělská hráčka plážového volejbalu. Od roku 2012 hraje s Elsou Baquerizovou. Dvojice se v roce 2012 účastnila Letních olympijských her a byla vyřazena v osmifinále italským týmem skládajícím se z Grety Cicolariové a Marty Menegattiové.

## Profesionální kariéra

### World Tour 2016
Stříbrnou medaili získala Elsa a Liliana v Long Beach, California Grand Slam Prohrály s April Rossovou/Kerri Walsh Jenningsovou ve dvou setech (21-16, 21-16)

## Osobní život
Fernándezová, narozená ve Španělsku, je prostřednictvím svých prarodičů z matčiny strany německého původu. Její matka se narodila v Chorvatsku.